# Aleksandra Zych
Aleksandra Zych (ur. 28 lipca 1993 w Wałbrzychu) – polska piłkarka ręczna, prawa rozgrywająca, od 2020 roku zawodniczka CS Măgura Cisnădie.Od roku 2023 reprezentuje MKS Zagłębie Lubin

## Kariera sportowa
Wychowanka Victorii Świebodzice, następnie zawodniczka pierwszoligowego SMS-u Gliwice. W 2012 przeszła do GTPR-u Gdynia, z którym w sezonie 2016/2017 zdobyła mistrzostwo Polski (wystąpiła w dziewięciu meczach i rzuciła 23 bramki). W barwach GTPR-u występowała też w europejskich pucharach, m.in. w Lidze Mistrzyń, w której w sezonie 2017/2018 zdobyła 20 goli, oraz w Pucharze Zdobywców Pucharów, w którym w ciągu trzech sezonów rzuciła 28 bramek.
W lipcu 2018 została zawodniczką francuskiego Metz Handball.
W 2010 uczestniczyła w otwartych mistrzostwach Europy U-18 w Szwecji (4. miejsce), w których zdobyła 33 bramki. W 2011 wzięła udział w mistrzostwach Europy U-19 w Holandii, w których zagrała w siedmiu spotkaniach i rzuciła dziewięć goli. W 2012 wraz z młodzieżową reprezentacją Polski wystąpiła w mistrzostwach świata U-20 w Czechach, w których zdobyła 46 goli w dziewięciu meczach.
W reprezentacji Polski seniorek zadebiutowała w rozegranym w marcu 2013 meczu towarzyskim z Holandią. W 2014 wystąpiła w mistrzostwach Europy w Chorwacji i na Węgrzech, podczas których zdobyła siedem goli. W 2015 uczestniczyła w mistrzostwach świata w Danii (4. miejsce), w których rzuciła trzy bramki. W 2017 wzięła udział w mistrzostwach świata w Niemczech, podczas których zdobyła sześć goli. Reprezentowała Polskę na mistrzostwach Europy w 2018 i 2020.

## Sukcesy
GTPR Gdynia
- Mistrzostwo Polski: 2016/2017
- Puchar Polski: 2013/2014, 2014/2015, 2015/2016

Reprezentacja Polski
- 4. miejsce w mistrzostwach świata: 2015